# Gruia (prenume)
Gruia este un prenume masculin românesc, purtat de:
- Gruia Liuba, jurnalist român, colaborator al ziarului Albina
- Gruia Novac, haiduc
- Gruia Stoica (n. 1968), om de afaceri din România

|  | Acastă pagină se referă la un prenume. Eventual vezi legături interne. |